# Vincent Słomiński
Vincent Słomiński est un céiste polonais pratiquant la course en ligne.

## Palmarès

### Championnats du monde
- 2015 à Milan,  Italie
  -  Médaille d'argent en C-2 500 m

### Championnats d'Europe
- Championnats d'Europe 2013 à Montemor-o-Velho  Portugal
  -  Médaille de bronze en C-2 500 m
- Championnats d'Europe 2014 à Brandenburg  Allemagne
  -  Médaille de bronze en C-2 500 m